# Mohamed Ihaddaden
Pour les articles homonymes, voir Ihaddaden (homonymie).
Mohamed Ihaddaden, né le 16 mai 1898 à Bougie et décédé le 23 juin 1980 à Alger, est un homme politique français.